# Sanguisorba officinalis
Espèce
Classification phylogénétique
Sanguisorba officinalis, la grande pimprenelle ou sanguisorbe officinale, est une espèce de plantes à fleurs de la famille des Rosacées.

## Aire de répartition
Elle est présente dans l'hémisphère nord, en Europe, en Asie et en Amérique du Nord.
En France métropolitaine, elle est présente depuis le néolithique sur l'ensemble du territoire. C'est une plante commune des lieux humides sur sol calcaire que l'on peut trouver sur presque tout le territoire métropolitain à l'exception de la pointe de la Bretagne.

## Description

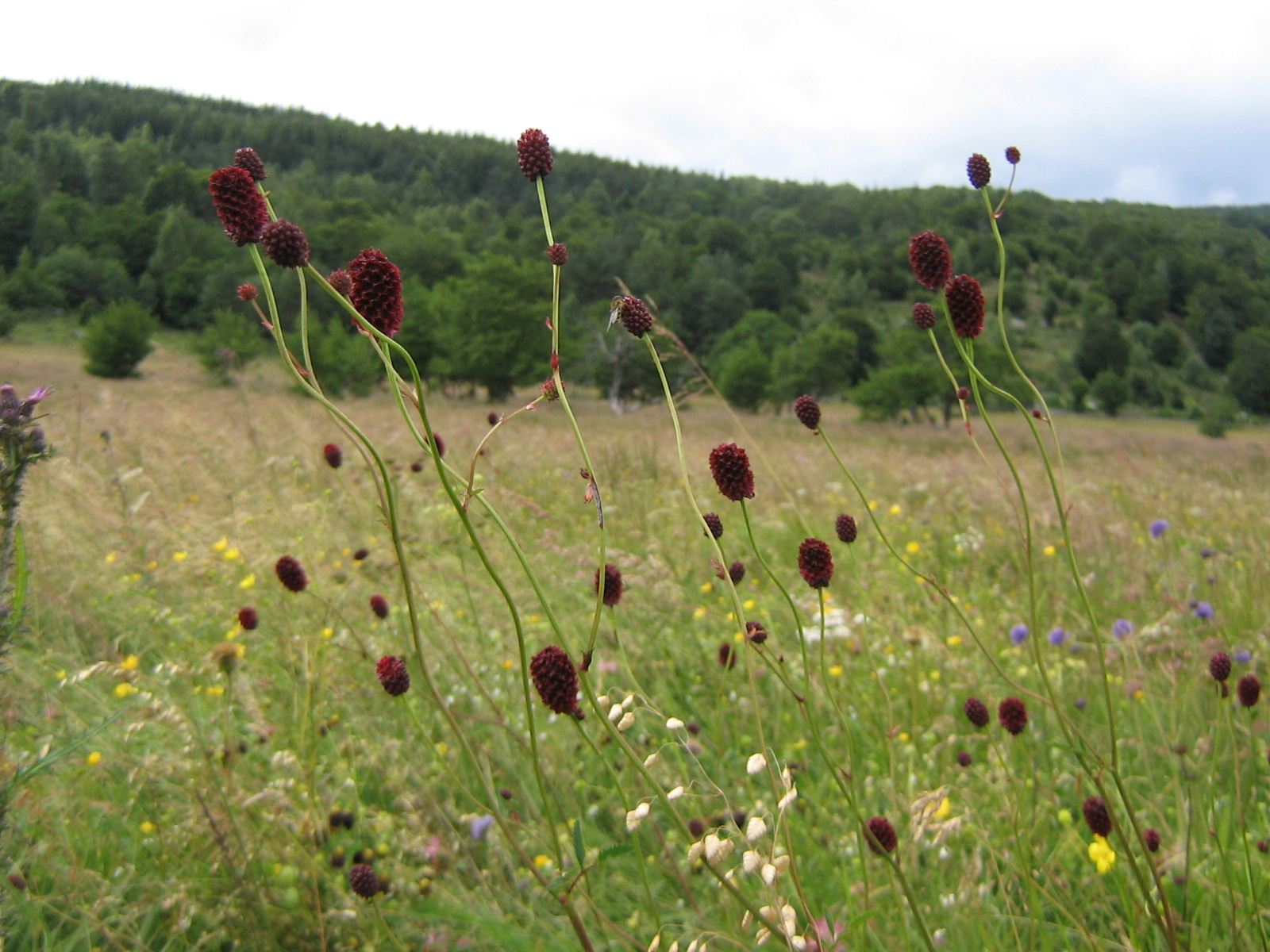
Grandes pimprenelles (monts d'Aubrac, Massif central)

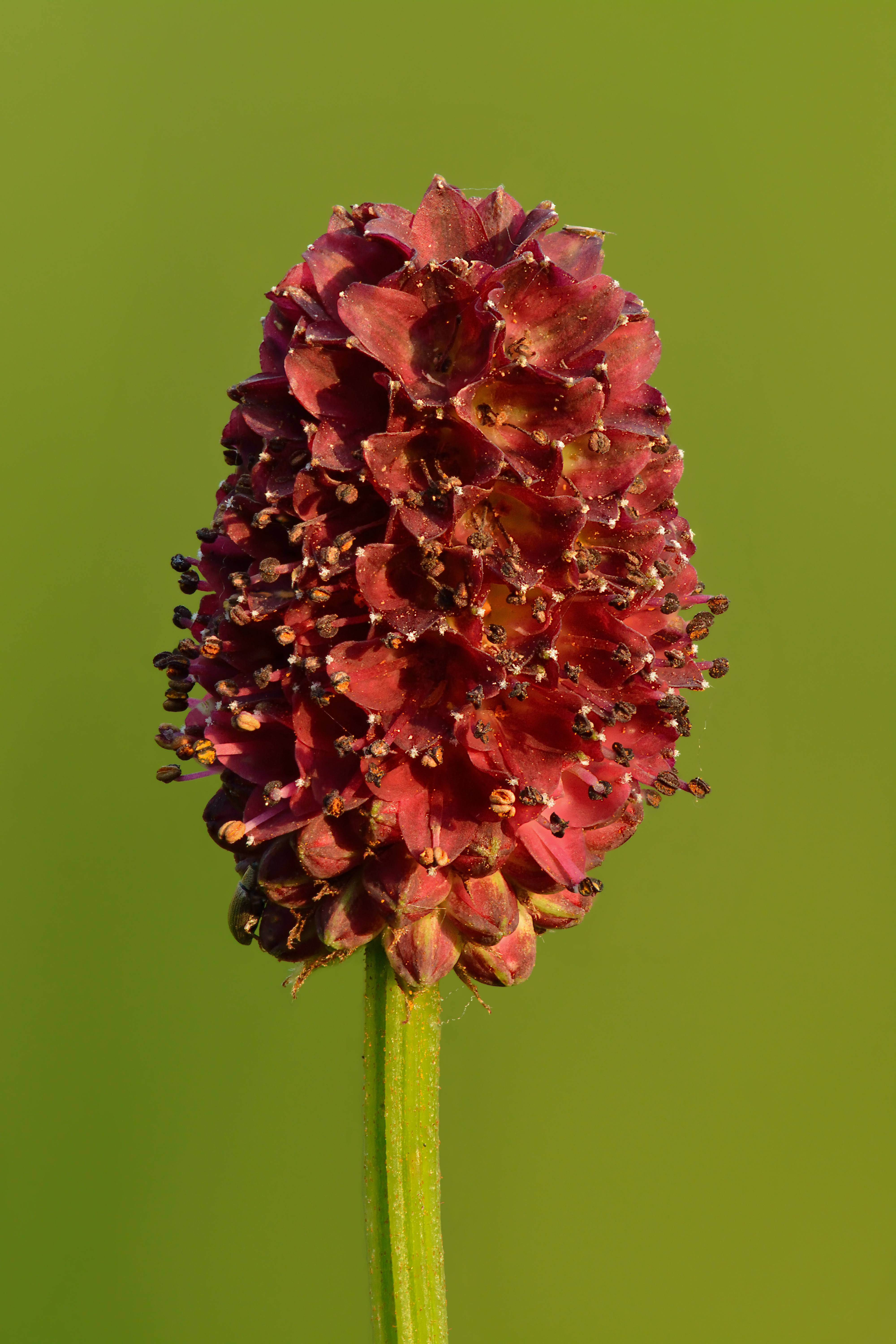
Inflorescence.

Toutes les pimprenelles sont des plantes vivaces à feuilles imparipennées portant de 5 à 25 folioles dentées et dont les fleurs, sans corolle, sont groupées.
La grande pimprenelle est une plante herbacée haute de 30 à 100 cm qui possède une tige dressée, peu ramifiée.
Les feuilles portent de 5 à 20 folioles ovales, à dents régulières. Calice rouge sang très sombre, à quatre sépales caducs entourant quatre étamines. L'ovaire, à un seul carpelle, est surmonté d'un style court. Les angles du fruit sont généralement ailés. Floraison de juin à septembre.
La grande pimprenelle est hermaphrodite, le calice de la fleur est rouge sombre, quatre sépales entourent quatre étamines et un ovaire à un seul carpelle. Ses fruits sont des akènes tétragones.

## Utilisations

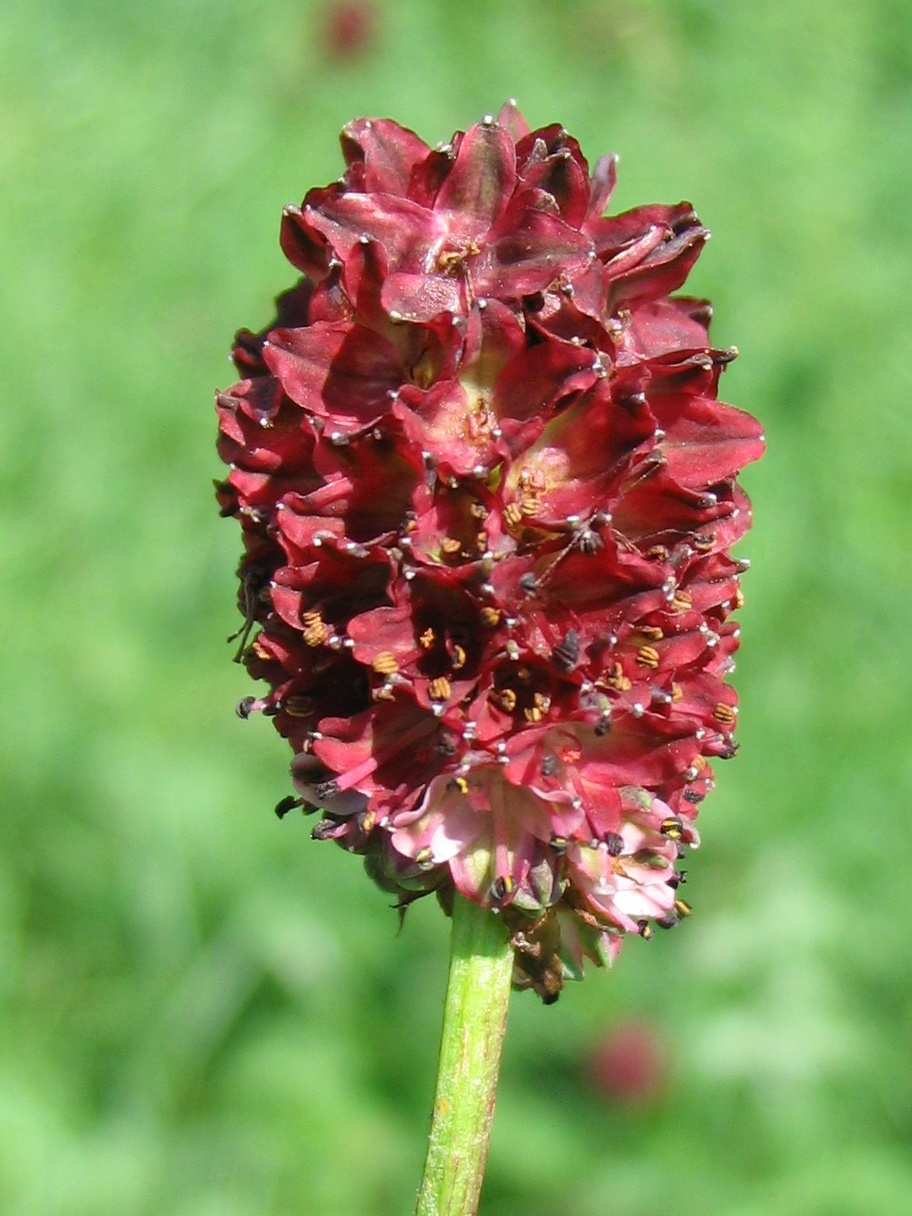
Autre image de son inflorescence

Le nom Sanguisorba, littéralement "qui absorbe le sang" vient de la croyance appelée théorie des signatures, selon laquelle l'aspect des plantes est censé évoquer les affections qu'elles peuvent guérir : on croyait que ses fleurs rouges indiquaient qu'elle était efficace dans le traitement des hémorragies.
La pimprenelle aurait réellement des propriétés hémostatiques, dues à la présence de tanins en forte concentration dans la racine.
Les feuilles de la grande pimprenelle sont comestibles comme celles de la petite pimprenelle, mais elles sont moins tendres et moins aromatiques. Elles ont une utilisation médicinale, en tisane digestive, tout comme le rhizome anti-diarrhéique et hémostatique.

## Espèces liées
Plante hôte exclusive de certaines espèces de papillons :
- L'Azuré des paluds, Phengaris nausithous (Bergsträsser, 1779), espèce myrmécophile protégée.
- L'Azuré de la Sanguisorbe, Phengaris teleius (Bergsträsser, 1779), espèce myrmécophile protégée.

## Autres espèces du genreSanguisorba
- Sanguisorba canadensis L.
- Sanguisorba minor Scop. - Petite pimprenelle présente en France.

## Anecdotes
Cette espèce a fait l'objet d'un projet de restauration en Alsace, avec le projet Interreg "Espèces animales en danger au sein de la Réserve de biosphère transfrontalière Vosges du Nord-Pfälzerwald" pour préserver les deux azurés Azurés des paluds et Azurés de la Sanguisorbe. Cette plante à fleurs est la plante hôte exclusive des chenilles des deux azurés, espèces menacés en France,,.